# Oxylamia bimarmorata
Oxylamia bimarmorata là một loài bọ cánh cứng trong họ Cerambycidae.